# Tuomas Peltonen
Tuomas Peltonen est un footballeur finlandais né le 20 octobre 1977 à Lahti (Finlande). Il évolue comme gardien de but.

## Palmarès
FC Honka
- Coupe de la Ligue de Finlande
  - Vainqueur (1) : 2010
- Coupe de Finlande
  - Vainqueur (1) : 2012